# Judo-Grand-Slam-Turnier in Astana
Das Grand-Slam-Turnier in Astana ist ein Judo-Turnier in Astana. Es fand 2023 zum ersten Mal statt.

## Vorgeschichte
2014 fand bereits ein Grand-Prix-Turnier in Astana statt. 2013 und 2016 wurde in Almaty ein Grand-Prix-Turnier ausgetragen.

## Siegerliste des Turniers 2023
Das erste Grand-Slam-Turnier in Astana fand vom 16. bis zum 18. Juni 2023 statt. Es waren 333 Judoka aus 42 Ländern gemeldet.
| Gewichtsklasse     | Männer                  | Land          | Frauen               | Land         |
| ------------------ | ----------------------- | ------------- | -------------------- | ------------ |
| Superleichtgewicht | Magzhan Shamshadin      | Kasachstan    | Assunta Scutto       | Italien      |
| Halbleichtgewicht  | David García            | Spanien       | Odette Giuffrida     | Italien      |
| Leichtgewicht      | Machmadbek Machmadbekow | Russland      | Sarah Léonie Cysique | Frankreich   |
| Halbmittelgewicht  | Somon Mahmadbekow       | Tadschikistan | Kim Ji-su            | Südkorea     |
| Mittelgewicht      | Tristani Mosakhlishvili | Spanien       | Elisavet Teltsidou   | Griechenland |
| Halbschwergewicht  | Matwej Kanikowski       | Russland      | Mao Izumi            | Japan        |
| Schwergewicht      | Tamerlan Baschajew      | Russland      | Xu Shiyan            | China        |

## Siegerliste des Turniers 2024
Das zweite Grand-Slam-Turnier in Astana fand vom 10. bis zum 12. Mai 2024 statt. Es waren 450 Judoka aus 84 Ländern gemeldet.
| Gewichtsklasse     | Männer                 | Land       | Frauen           | Land       |
| ------------------ | ---------------------- | ---------- | ---------------- | ---------- |
| Superleichtgewicht | Ramazan Abdulajew      | Russland   | Galija Tinbajewa | Kasachstan |
| Halbleichtgewicht  | Murad Tschopanow       | Russland   | Gefen Primo      | Israel     |
| Leichtgewicht      | Manuel Lombardo        | Italien    | Christa Deguchi  | Kanada     |
| Halbmittelgewicht  | Sharofiddin Boltaboyev | Usbekistan | Katarina Kristo  | Kroatien   |
| Mittelgewicht      | Yahor Varapayeu        | Russland   | Tais Pina        | Portugal   |
| Halbschwergewicht  | Aaron Wolf             | Japan      | Ma Zhenzhao      | China      |
| Schwergewicht      | Tatsuru Saitō          | Japan      | Romane Dicko     | Frankreich |

## Siegerliste des Turniers 2025
Das dritte Grand-Slam-Turnier in Astana fand vom 9. bis zum 11. Mai 2025 statt. Es waren 358 Judoka aus 44 Ländern gemeldet.
| Gewichtsklasse     | Männer            | Land     | Frauen              | Land        |
| ------------------ | ----------------- | -------- | ------------------- | ----------- |
| Superleichtgewicht | Iznaur Saaew      | Russland | Hui Xinrang         | China       |
| Halbleichtgewicht  | Ramazan Abdulajew | Russland | Mascha Ballhaus     | Deutschland |
| Leichtgewicht      | Nils Stump        | Schweiz  | Faiza Mokdar        | Frankreich  |
| Halbmittelgewicht  | Lee Joon-hwan     | Südkorea | Melkia Auchecorne   | Kroatien    |
| Mittelgewicht      | Michail Igolnikow | Russland | Giorgia Stangherlin | Italien     |
| Halbschwergewicht  | Dota Arai         | Japan    | Kim Min-ju          | Südkorea    |
| Schwergewicht      | Hyōga Ōta         | Japan    | Lee Hyeon-ji        | Südkorea    |